# 陈留老父
陈留老父（?—?），陈留郡（今河南省开封市东南）人。东汉隐士，
汉桓帝时，宦官把持朝政，打击朝臣。延熹九年（166年），党锢之祸，大批的朝臣被逮捕，受牵连的官吏不计其数。守外黄令陈留人张升历任归乡里，路上遇到友人，两人拔草垫在地上侃侃而谈。张升说：“我听说赵氏杀窦鸣犊，仲尼临黄河而返；覆巢竭渊，龙凤逝而不至。现在宦官乱政，陷害忠良，贤人君子恐怕都要远离朝廷了。道德不立，人就没有援助，将会出现性命之危，怎么办？”二人相抱而泣。陈留老父在路边经过，将手杖插在地上，叹息说：“吁！二大夫为什么哭的这么悲伤？龙不隐鳞，凤不藏羽，网罗就会高悬，那是还能去哪里？虽哭泣还来得及吗！”二人想和他说话，老父不回头而离去，不知所终。